# Karim El-Kerem
Karim El-Kerem (Brooklyn, 2 de novembre de 1987) és un actor estatunidenc, fill de mare espanyola i pare egipci. És especialment conegut per haver participat en sèries de televisió com ara Física o química, La unidad o El Príncipe, i films com ara No habrá paz para los malvados.

## Trajectòria
El-Kerem va fer-se famós per la cèlebre sèrie espanyola Física o Química d'Antena 3, en què va interpretar el paper d'Isaac, un estudiant que s'enamora i té un lligam amorós amb la seva professora Irene (Blanca Romero). Durant les 2 primeres temporades, aquests dos personatges prenen un rol molt important dins la història.
El 2010, va realitzar una col·laboració especial a La pecera de Eva com a David, un jove ambiciós i divertit en cerca d'una feina en una empresa japonesa de menjar ràpid.

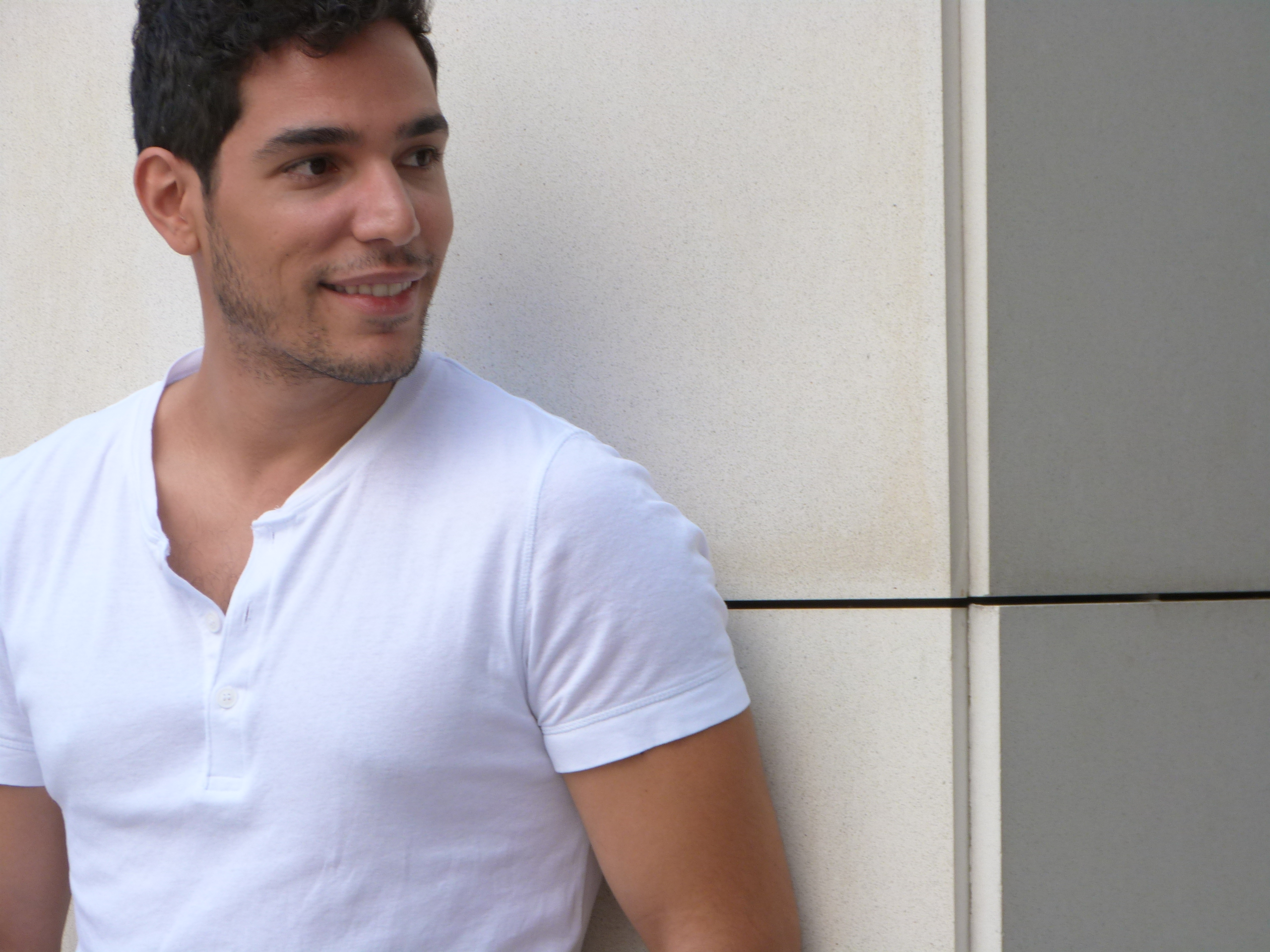
Karim El-Kerem en la conferència de premsa de la sèrie Frágiles a Telecinco.

El 2011, va fer de Mohamed, fill de Fátima Mansur, en la telenovel·la La reina del sur, de Telemundo en coproducció amb Antena 3. El mateix any, El-Kerem va passar a acatar ordres d'Enrique Urbizu a No habrá paz para los malvados, pel·lícula guanyadora de sis Premis Goya, en tant que el misteriós «jove guapo», un personatge immensament transcendental en el desenvolupament de l'argument i el fil conductor de gran part del film.

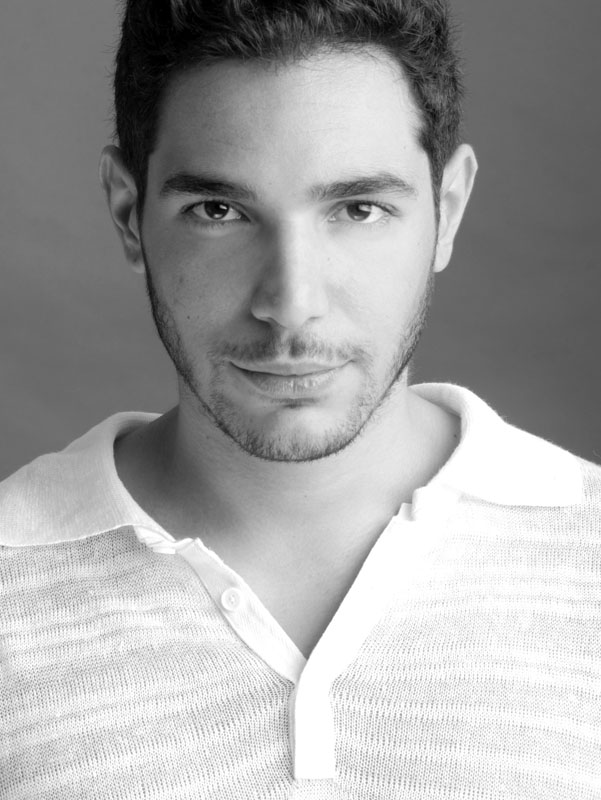
Actor Karim El-Kerem.

Del 2012 al 2013, va formar part de l'elenc de la sèrie Frágiles, juntament amb Santi Millán i Ruth Núñez, amb el rol de Nacho. L'any següent, va prendre part en la sèrie El Príncipe de Telecinco com a Kamal.
Més endavant, el 2018, El-Kerem va fitxar per a Velvet Colección amb el paper de secretari d'Omar Ahmadi per a Movistar+, a més de representar a Centro médico el personatge de Jabir, un jove que descobreix que és diabètic quan mira de dejunar per primera vegada durant el Ramadà per tal de demanar la mà a la seva xicota secreta.
Actualment, participa en el rodatge de La unidad, dirigida per Dani de la Torre per a Movistar+.

## Televisió
| Any         | Sèrie            | Paper                  | Cadena               |
| ----------- | ---------------- | ---------------------- | -------------------- |
| 2020        | La unidad        | Munir                  | Movistar+            |
| 2018        | Centro médico    | Jabir                  | TVE                  |
| 2018        | Velvet Colección | Secretario Omar Ahmadi | Movistar+            |
| 2014        | El Príncipe      | Kamal                  | Telecinco            |
| 2012 - 2013 | Frágiles         | Nacho                  | Telecinco            |
| 2011        | La reina del sur | Mohamed Mansur         | Antena 3 i Telemundo |
| 2010        | La pecera de Eva | David                  | Telecinco            |
| 2008 - 2009 | Física o Química | Isaac Blasco           | Antena 3             |

## Cinema
| Any  | Film                           | Paper      | Director       | Producció        |
| ---- | ------------------------------ | ---------- | -------------- | ---------------- |
| 2011 | No habrá paz para los malvados | Jove guapo | Enrique Urbizu | Telecinco Cinema |

## Teatre
| Any  | Obra           | Paper                        | Director            | Autor              |
| ---- | -------------- | ---------------------------- | ------------------- | ------------------ |
| 2014 | Los Criminales | Ottfried / Ben Sim / Policía | Juan Carlos Corazza | Ferdinand Bruckner |